# Capparis sicula
Capparis sicula là một loài thực vật có hoa trong họ Capparaceae. Loài này được Duhamel mô tả khoa học đầu tiên năm 1755.